# Przejściowy Punkt Kontrolny Siółko
Graniczna Placówka Kontrolna Siółko – pododdział Wojsk Ochrony Pogranicza pełniący służbę na przejściu granicznym ze Związkiem Radzieckim.

## Formowanie i zmiany organizacyjne
W październiku 1945 Naczelny Dowódca WP nakazywał sformować na granicy 51 przejściowych punktów kontrolnych.
Graniczna Placówka Kontrolna Sółko powstała w 1945 w strukturze 6 Oddziału Ochrony Pogranicza jako drogowy przejściowy punkt kontrolny. Rozkaz organizacyjny MON nr 077/org. z 2.03.1947 nakazywał rozformować PPK Siółko istniejące według etatu 7/12.